# Pločnik (Archäologischer Fundplatz)

Verbreitung der Vinča-Kultur

Pločnik ist ein archäologischer Fundplatz bei dem Dorf Pločnik im Süden von Serbien. Es handelt sich um eine Siedlung der neolithischen Vinča-Kultur von etwa 5400 bis 4500 v. Chr.
Die Vinča-Kultur ist Teil des südosteuropäischen Frühneolithikums. Hierunter sind neben den Starčevo-Körös-Criş-Kulturen, der Karanovo I-Komplex, das westbulgarische, ostalbanische und makedonische Frühneolithikum und die griechische Proto-Sesklo- und Sesklo-Kultur einzuordnen. Das verbindende Element ist die bemalte Keramik, die allerdings einen geringen Prozentsatz des Keramikspektrums ausmachte und ihren Höhepunkt erst in der Lengyel-Kultur erreicht.
Die Fundstelle wurde 1927 bei Eisenbahnarbeiten entdeckt, seit 1996 führt das Serbische Nationalmuseum dort Grabungen durch. 
Die Bewohner der Siedlung bei Pločnik verarbeiteten im mittleren 6. Jahrtausend v. Chr. Kupfer zu Schmuck, Werkzeugen und Waffen. Der Boden um Pločnik ist reich an Kupfererz, das oft direkt an der Oberfläche lagert. 
Kupferveilchen (Viola kupfferi) wachsen auf kupferhaltigem Boden und zeigen an, wo Kupfererz liegt. In der Steinzeit wurden bereits früh Steine gesammelt, wie das grün schimmernde Malachit mit einem Kupferanteil von etwa 57 %. Die ältesten gefundenen Artefakte werden auf etwa 5300 v. Chr. datiert. In Pločnik fanden die Archäologen Äxte, Beile und Keulenköpfe aus Kupfer.